# Lista de Membros Correspondentes da Academia Brasileira de Ciências Empossados em 1984
Esta lista contém os nomes dos membros correspondentes da Academia Brasileira de Ciências empossados em 1984. 
| Imagem | Nome                           | Datas de nascimento e falecimento | Local de nascimento | Área de especialização | Alma mater                    | Data de posse       | Conhecido por | Referências |
| ------ | ------------------------------ | --------------------------------- | ------------------- | ---------------------- | ----------------------------- | ------------------- | ------------- | ----------- |
|        | Dennis Parnell Sullivan        | 12 de março de 1941               | Port Huron, EUA     | Ciências Matemáticas   | en:Rice University, EUA       | 29 de março de 1984 |               | [ 2 ]       |
|        | Ernst Friedrich Günter Klesper | 08 de dezembro de 1927            |                     | Ciências Biológicas    |                               | 29 de março de 1984 |               | [ 3 ]       |
|        | Giuseppe Inesi                 | 23 de maio de 1931                |                     | Ciências Biológicas    |                               | 29 de março de 1984 |               | [ 4 ]       |
|        | en:Richard B. Frankel          | 24 de junho de 1939               |                     | Ciências Físicas       | Universidade do Missouri, EUA | 29 de março de 1984 |               | [ 5 ]       |